# Carlos Eurico da Costa
Carlos Eurico da Costa (n. 1928, Viana do Castelo, Alto Minho Subregion⁠(d), Portugalia – d. 1998, Lisabona, Portugalia) a fost un scriitor suprarealist portughez, cu o activitate remarcabilă în domeniul jurnalismului și al publicității.

## Biografie
Este fiul scriitorului și jurnalistului Severino Costa. A lucrat la ziarele Diário de Lisboa și Diário Ilustrado (1956 -), de unde a fost înlăturat ulterior în urma unui proces politic care a devenit faimos în istoria jurnalismului portughez. A colaborat la publicații precum Seara Nova, Árvore, Serpente, Diário de Notícias etc. A avut o activitate intensă în calitate de critic de film și a fost conducătorului unui cineclub.
Numele lui a fost legat de istoria suprarealismului portughez. A participat în 1949 cu desenele Grafoautografias la prima expoziție a suprarealiștilor portughezi alături de Henrique Risques Pereira, Mário Cesariny de Vasconcelos, Oom, F. J. Francisco, A. M. Lisboa, Mário Henrique Leiria, Fernando Alves dos Santos, Artur Cruzeiro do Seixas, Artur da Silva, A. P. Tomaz și Calvet. În 1951 el a fost unul dintre protagoniștii rupturii în cadrul mișcării suprarealiste portugheze, când a subscris la răspunsul lui Alexandre O'Neill în pamfletul colectiv Do Capítulo da Probidade.
Ca urmare a opoziției sale față de Estado Novo, a fost arestat din motive politice în timp ce-și satisfăcea serviciul militar obligatoriu. A menținut o atitudine constantă de intervenție civică față de abuzurile săvârșite de conducerea dictatorială a statului portughez. El a fost membru al comitetului de conducere al Societății Scriitorilor Portughezi și președinte al Associação da Imprensa Diária. Printre alte activități desfășurate în plan civic, a fondat în 1979 Asociația de Cooperare cu Organizația Națiunilor Unite din Portugalia.
El a desfășurat o activitate profesională remarcabilă în domeniul relațiilor publice și a publicității, făcând parte din consiliul de administrație al companiei CIESA-NCK și conducând grupul Sociedade Nacional de Sabões.

## Lucrări publicate
Opera sa poetică este cuprinsă în volumele
- Sete Poemas da Solenidade e um Requiem (Lisabona: Edições Árvore, 1952. Prolog de Mário Cesariny de Vasconcelos: "A volta do filho prólogo"),
- Aventuras da Razão (Lisabona: Livraria Morais Editora, Col. "Círculo de Poesia", 1965),
- A Fulminada Imagem (Lisabona: Editorial Estampa, Col. "Poesia, Ensaio, Teatro". Prólogo de Alberto Ferreira, 1968) și
- A Cidade de Palagüin (Lisabona: & etc, 1979).

A elaborat antologiile
- Doze Jovens Poetas Portugueses (Rio de Janeiro: Ministério da Educação e Saúde, 1953, împreună cu Alfredo Margarido) și
- Os Melhores Contos Fantásticos (Lisabona: Editora Arcádia, ed. I, 1959, ed. a II-a, 1967).

Creația sa literară este inclusă, printre altele, în următoarele antologii
- Surreal-abjeccion (ismo) (Lisabona: Editorial Minotauro, 1963; reed., *Surreal-abjeccion (ismo). Lisabona: Edições Salamandra, s.f.),
- Antologia Surrealista do Cadáver Esquisito (Lisabona: Guimarães Editores, 1961; reed.,
- Antologia do Cadáver Esquisito. Lisabona, Assírio & Alvim, 1989),
- A Intervenção Surrealista (Lisabona: Ed. Ulisseia, 1966; reed.,
- A Intervenção Surrealista. Lisabona, Assírio & Alvim, 1997),
- O Surrealismo na Poesia Portuguesa (Lisabona: Publicações Europa-América, 1973),
- You are welcome to Elsinore (Santiago de Compostela, Edicións Laiovento, 1996),
- A Única Real Tradição Viva (Lisabona, Ed. Assírio & Alvim, 1998),
- Antologia da Poesia Portuguesa 1940-1977 (Lisabona: Moraes Editores, 1979, 1º vol.) și
- Antologia da Poesia Erótica (Lisabona: Universitária Editora, 1999).

Există o antologie bilingvă în portugheză și spaniolă a operei sale poetice: A Cidade de Palagüin/La ciudad de Palagüin. Editată și tradusă de Perfecto E. Cuadrado. Badajoz, Junta de Extremadura [Col. "La Estirpe de los Argonautas-Cuadernos de Poesía", nr. 2], 2001.
Carlos Eurico da Costa a coordonat cartea A Caça em Portugal (Ed. Estampa, Lisabona, 1963; ediția a II-a, 1988, ediția a III-a, 1994)